# Dalecheh
Dalecheh är en ort i Iran.   Den ligger i provinsen Gilan, i den nordvästra delen av landet, 230 km nordväst om huvudstaden Teheran. Dalecheh ligger 8 meter över havet och antalet invånare är 735.
Terrängen runt Dalecheh är platt, och sluttar norrut. Runt Dalecheh är det ganska tätbefolkat, med 199 invånare per kvadratkilometer. Närmaste större samhälle är Rasht, 10,4 km nordväst om Dalecheh. Trakten runt Dalecheh består till största delen av jordbruksmark.